# Nikołaj Woronin
Nikołaj Pawłowicz Woronin, ros. Николай Павлович Воронин (ur. 14 października 1889 w Nowoczerkasku, zm. po 1945 w ZSRR) – rosyjski wojskowy (pułkownik), dowódca 10 kozackiego pułku piechoty, 1 dońskiej brygady piechoty, a następnie 1 Kozackiej Dywizji Piechoty w składzie Kozackiego Stanu pod koniec II wojny światowej.
Ukończył doński korpus kadetów, a następnie nikołajewską szkołę wojskową. Od 1912 r. służył w lejbgwardii pułku kawalerii Kozaków dońskich. Brał udział w I wojnie światowej. W 1918 r. przystąpił do kozackich oddziałów wojsk białych. Został dowódcą 6 sotni lejbgwardii pułku kawalerii Kozaków dońskich. 28 października 1920 r. awansował do stopnia pułkownika. Po ewakuacji wojsk białych z Krymu do Gallipoli w listopadzie tego roku, udał się na emigrację. Zamieszkał na Bałkanach. W okresie II wojny światowej podjął współpracę z Niemcami. W 1944 r. wstąpił do Kozackiego Stanu. Objął dowództwo 10 kozackiego pułku piechoty, 1 dońskiej brygady piechoty, a następnie 1 Kozackiej Dywizji Piechoty. Na początku 1945 r. awansował do stopnia generała majora. Wraz z Kozakami poddał się Brytyjczykom, po czym został osadzony w obozie w Lienz. 29 maja tego roku w Judenburgu został wydany Sowietom, po czym przewieziono go do Moskwy. Dalsze jego losy nie są znane.